# 石田亜佑美
石田 亜佑美（いしだ あゆみ、1997年1月7日 - ）は、日本の歌手、ナレーター、元アイドル。ハロー!プロジェクトの女性アイドルグループモーニング娘。の元メンバー（10期）。2018年12月31日から2024年12月6日の卒業まではサブリーダーも務めた。宮城県仙台市出身で、現時点におけるモーニング娘。唯一の東北地方出身者である。ジェイピィールーム所属。2018年東北楽天ゴールデンイーグルスイーグルスガールイメージキャラクター（応援大使）。

## 略歴

### ステップワン所属前
- 2006年から2009年まで（小学3年生から6年生までの3年間）、楽天イーグルス チアリーディングスクールに在籍し、東北ゴールデンエンジェルスJr.チアリーダーズとして活動していた[5][3]。

### ステップワン所属期
- 宮城県仙台市の子供中心のモデル・タレント事務所ステップワンに所属し、ダンスレッスンを受け、ライブハウスや商業施設のステージでパフォーマンスを披露していた。
- 2010年3月8日に同事務所所属の小中学生を中心としたグループで「仙台産エンタメガールズユニット」をキャッチフレーズにしていたB♭（ビィフラット)[注 1]にサポートメンバーとして加入することが発表された[6]。3月14日にB♭の内部ユニットBee☆F.L.T.（ビーフラット）[注 2]の池袋サンシャインシティ噴水広場における東京初公演『Bee☆F.L.T.TOKYOライヴ』に、B♭のメンバーから藤田あかり・渡邉幸愛・野田怜奈とともに「B♭4（B4）」[注 3]名義で参加してバックダンサーを務めた[7]。その後7月7日には正式メンバーになった[8]。B♭のメンバーとして仙台市を中心に活動したが、東京都内で公演を行うこともあった[9]。
- 2010年12月16日、野田とともにB♭を卒業して当時インディーズ活動をしていた同事務所所属のガールズユニットDorothy Little Happy（以下「ドロシー」と表記）の「オフィシャル（公式）バックダンサー」として活動する事を発表した[10][注 4]。
- 2011年1月10日に仙台市のCLUB JUNK BOXで開催されたドロシー初のライブハウス公演にバックダンサーとして参加する[11]など、各地で開催されたドロシーの公演でのバックダンサーを務めたほか、単独で「Dorothy Little Happyオフィシャル（公式）バックダンサーズ」としてイベント等に出演した[12]。

### モーニング娘。として
- 2011年9月29日、日本武道館で行われた『コンサートツアー2011秋 愛BELIEVE〜高橋愛 卒業記念スペシャル〜』にて、約6000人が応募した『モーニング娘。10期メンバー『元気印』オーディション』に合格しモーニング娘。10期メンバーに選ばれたことが発表された[13]。ドロシーのプロデューサー坂本サトルは、自身のライブに参加した経験もある石田の合格に、「おめでとう!逞しく生き抜くんだぞ!!」とメッセージを寄せた[14]。
- 2012年9月10日、モーニング娘。10期メンバーによる『モーニング娘。天気組オフィシャルブログ』を開設。
- 2013年7月15日、1st写真集『石田亜佑美』を発売[15]。
- 2013年12月4日にリリースされた、Juice=Juiceのシングル曲「イジワルしないで 抱きしめてよ」のミュージック・ビデオ(MV)に負傷した宮本佳林の代役としてダンスシーンの撮影に参加した[16]。プロデューサーのつんく♂は、「ハロー!プロジェクトならどういう楽しみ方が出来るか?」と考えた結果、宮本と「背格好が近い」石田に「助っ人」として参加してもらうことにしたと説明している[17]。
- 2014年5月10日、2nd写真集『shine more』を発売[18]。
- 2014年11月から、出身地宮城県の仙台放送でテレビ放送されている情報・バラエティ番組『あらあらかしこ』の月例コーナー「石田亜佑美が行くっ!」に出演している。
- 2016年6月27日、3rd写真集『It's my turn』を発売[19]。
- 2017年1月9日、2017年最も飛躍が期待出来る新成人を決定するニコニコ生放送番組『新成人アワード2017』において、LIDDELLとドワンゴにより発表された「日本女性特有の清楚で美しさを持ち日本人としての誇りと強い志を感じる女性新成人」に送られる「大和撫子賞」を受賞した[注 5]。
- 2018年1月30日に東北楽天ゴールデンイーグルスを応援する女性「イーグルスガール」の2018年イメージキャラクターに佐々木莉佳子とともに起用されることが発表され[21]、6月23日(始球式)と8月10日に行われた応援イベントに参加した[22][23]。
- 2018年4月27日、4th写真集『20th canvas』を発売[24]。
- 2018年12月31日、ハロー!プロジェクトのカウントダウンコンサート1部にて、モーニング娘。'18のサブリーダーに就任することが発表された。
- 2020年1月7日、5th写真集『believe in oneself』を発売[25]。
- 2020年5月、宮城テレビの新型コロナウイルス感染症対策キャンペーン「ミヤテレおうちにいようキャンペーン」に参加[注 6]。
- 2023年1月7日、6th写真集『Are you Ready me』を発売[26]。
- 2024年5月26日、同年秋に開催される予定のコンサートツアーをもってモーニング娘。'24およびハロー!プロジェクトを卒業することを発表[27][28]。
- 2024年9月29日、12月6日の横浜アリーナ公演をもってモーニング娘。'24およびハロー!プロジェクトを卒業することが正式に決定したことを発表[29]。
- 2024年10月21日、7th写真集『Profile.7』を発売[30]。
- 2024年12月6日、横浜アリーナで行われた「モーニング娘。'24 コンサートツアー秋 WE CAN DANCE !〜Blå Eld〜石田亜佑美 FINAL」をもって、グループおよびハロー!プロジェクトから卒業した[31]。

### モーニング娘。卒業後
- 2024年12月20日、M-line clubへの加入が発表された[32]。
- 2025年1月6日、所属事務所をアップフロントプロモーションからジェイピィールームへ移籍[33]。同日夜、Xを開始[34]。
- 2025年1月7日、アメーバブログに『Ishida Ayumiオフィシャルブログ』を開設[35]。
- 2025年4月5日、BS-TBSでテレビ放送されている情報・ドキュメンタリー・ミニ番組『あれから10年 これから10年』のナレーターに就任。

## 人物
- 愛称は、だーいし、あゆみん、だーちゃん[1]。イメージカラーはロイヤルブルー[36]。
- 血液型O型[1]。身長153 cm[37]。
- つんく♂からは「歌もダンスもずば抜けていた」・「性格的にもすごく意思が固く、モーニング娘。の歴史も今後は勉強し引き継いで行ってくれる」と評価されモーニング娘。に合格した[38]。
- 同期から見た10期オーディションでの石田の印象は「電車で目があった時に、オーラがすごいしスーツケースがめっちゃ可愛くて、これはレベル高いなって（工藤）」・「合宿で、鏡越しにずっとダンスを見て参考にしてました。ダンスの切れ目?キレ?が良くて上手だなって（佐藤）」・「すっごい可愛いコいるなぁと思いました。おしとやかなイメージだったけど、仲良くなったら…全然そんなことなくて、賑やかなコでした（飯窪）」[39]。
- モーニング娘。のリーダーであった道重さゆみによればモーニング娘。への愛情が「めちゃくちゃ」強い[40]。
- 鞘師里保は、モーニング娘。時代にパフォーマンスに対するモチベーションを常に高く保てたのは石田がいたからこそ、ダンスでは負けたくないと思っていたと語っている[41]。
- ステップワン所属時にB♭（ビィフラット）のメンバーとしてともに活動した渡邉幸愛によれば、B♭のころの石田はいつも笑顔で優しく、どんな時でもリーダーの渡邉を支え、「キレッキレッな」ダンスをメンバーに教えるなどグループのために何事も全力で頑張っていた[42]。
- 石田がバックダンサーを務めていた当時のDorothy Little Happyのメンバーで、B♭の先輩メンバーにもあたる富永美杜と秋元瑠海はそれぞれ「ダンスがすごくうまかったんです。ダンスレッスンが一緒だったとき、いつも亜佑美ちゃんに目がいっちゃいました。（富永）」・「私たち（瑠海、美杜、香美）と同い年なんですが、すごく優しいし、すごい努力家なんですよ（秋元）」と述べている[43][44]。また同じく当時ドロシーのメンバーで、自身も加入前「オフィシャルバックダンサー」であった早坂香美は「もうダンスがめっちゃくちゃ上手で、『私もああいうダンス踊ってみたいな』って思う立場だったので。しかも優しいっていう、完璧な女の子でした。」と述べている[45]。
- 主に後輩の12期メンバーの羽賀朱音から慕われており、元メンバーで石田と同期の工藤遥や元つばきファクトリーのサブリーダーの小片リサと共に羽賀や工藤の実家にお泊り会やホームパーティーなどをするほどの仲である[46][47][48]。
- モーニング娘。で一番好きな曲は「泣いちゃうかも」[49]。モーニング娘。に憧れを抱き、かっこいいと思った（「アイドルなのに切ない表情をするんだとか、こんなにかっこいい曲を歌うんだという衝撃を受けた」）曲であり[50]、オーディションを受けるときに歌審査用に選んだ曲でもある[49]。
- 歌手・作詞家・タレントで舞台の歌唱指導もする新良エツ子は2018年に、今まで指導してきた中でミュージカルに進んでも遜色ないと思うアイドルとして石田を挙げて「芝居も入れての総合力がとても高いので、もし石田がミュージカルに進んだら革命が起こりそうな気がします。『あの子、歌がものすごく上手いわけじゃないのに、何!?』って。スネフェルはハマり役だったというのもありますけど、それ以上に私は驚きましたからね。」と評している[51]。
- 2021年4月2日放送の『中居正広の金スマ2時間SP モーニング娘。'21&OG総勢18名! 今夜限りうたばん秘蔵映像解禁』（TBS系）では番組中、サプライズゲストで登場したとんねるずの石橋貴明からこの当時、読売ジャイアンツの選手だったゼラス・ウィーラーにちなんだウィーラーというあだ名（通称・うたばんネーム）がつけられた[52]。
- 石田が醸す雰囲気や空気感は「だーいし感」と呼ばれる[53]。

## 作品

### 映像作品
- Greeting 〜石田亜佑美〜（2012年7月7日、アップフロントワークス） - e-Hello!（イーハロ）シリーズ（e-LineUP!期間限定販売）[54]
- AYUMI in GUAM（2013年8月14日、zetima）[55]
- 颯夏 -souka-（2014年7月2日、zetima）[56][57]
- It's a Beautiful Day（2016年7月27日、zetima） - EAN 4942463523534

## 出演

### テレビ

#### ドラマ
- 数学♥女子学園（2012年1月11日 - 3月28日、日本テレビ） - 神南瑠菜 役
- 44歳のチアリーダー!!（2015年12月20日、NHK BSプレミアム） - 大野愛 役[58][59]

#### バラエティ・情報番組
- あらあらかしこ（2014年11月15日 - 2024年12月21日、仙台放送） - 月1回コーナー「石田亜佑美が行くっ!」 [60]
- ハロプロダンス学園（ダンスチャンネルby エンタメ〜テレ）[61][62]
  - 無印（シーズン1）（2019年3月21日 - 6月6日）
  - シーズン2（2019年10月17日 - 2020年1月9日）
  - シーズン3（2020年5月21日 - 8月6日）
  - シーズン4（2020年10月15日 - 2021年1月21日）
  - シーズン5（2021年4月15日 - 7月15日）
  - シーズン6（2021年10月21日 - 2022年1月6日）
  - シーズン7（2022年4月21日 - 7月7日）
  - シーズン8（2022年10月20日 - 2023年1月5日）
  - シーズン9（2023年4月20日 - 7月6日）
  - シーズン10（2023年10月19日 - 2024年1月4日）
  - シーズン11（2024年4月18日 - 7月4日）
  - シーズン12（2024年10月17日 - ）

1. 世界一のダンスパホーマンス

- 秘密のケンミンSHOW 極（2020年4月16日・2021年2月11日・10月14日、読売テレビ） - 2020年4月16日放送分のみ同グループの牧野真莉愛と共に出演
- 有田P おもてなす（2021年5月8日、NHK総合） - 同グループの羽賀朱音および森戸知沙希と共に出演
- ゴッドタン（2021年7月11日、テレビ東京）
- アンジュルム竹内朱莉デビュー10周年記念特番～朝まで生竹内!～（2021年8月13日、BSスカパー!） - 第2部ゲスト
- 行くぜ!日本武道館!つばきファクトリー26時間スッペシャル（2021年9月11日、BSスカパー!） - 日本武道館トークLIVEコーナーに出演
- ものまね コロッケ全部見せますスペシャル!～40年の軌跡大全集～（2021年11月23日、BSテレ東）
- アンジュルム竹内朱莉メジャーデビュー11周年記念特番!朝まで生竹内!2～石田と岸本と～（2022年10月13日 - 14日、BSスカパー!）[63]
- 「ハロプロWEEK」開幕特番!ひなフェスを待つ竹内朱莉!～石田亜佑美と岸本ゆめのと～（2023年3月25日、CSテレ朝チャンネル1）[64]
- アンジュルム竹内朱莉卒業特番『朝まで生竹内2023』（2023年6月11日、CSテレ朝チャンネル1）[65]
- 東北ココから「東北ソリューション #2 大学生にとって”魅力的な仕事”って?」（2025年1月31日 NHK総合） - 東北ローカル限定[66]
- BOOKSTAND.TV（2025年3月 - 、BS12 トゥエルビ） - ナレーション

#### 教育番組
- ティーンズビデオ2015〜NHK杯全国放送コンテスト（2015年8月13日・14日、NHK Eテレ） - ナビゲーター[67]
- オトナヘノベル（2016年11月10日、NHK Eテレ） - 10代ドラマ「マスクがはずせない!?」、カスミ 役（主役）[68]

#### スポーツ番組
- スポルたん!LIVE presents 楽天イーグルス2017シーズン総集編（2017年12月19日、仙台放送）

#### ミニ番組
- あれから10年 これから10年 （2025年4月5日 - 、BS-TBS） - ナレーション[69][注 7]

### ラジオ
- モーニング娘。のモーニング女学院〜放課後ミーティング〜（2012年4月7日 - 2024年11月30日、アール・エフ・ラジオ日本）
- 「ダイアローグ」（TBCラジオワイドFM放送開始1周年特別番組） - 〈対談〉坂本サトル×ティーナ・カリーナ×石田亜佑美(モーニング娘。'18)（2018年5月1日、東北放送）[70]
- 今日は一日“ハロプロ”三昧（2019年8月16日、NHK FM） - ゲスト

### ネット配信
- モーニング娘。10期メンバー緊急生配信! 〜さよならチョコレート〜 チョコレート色卒業スペシャル（2012年7月30日、Ustream）
- モーニング娘。'18のオールナイトニッポンi（2017年7月31日 - 2018年6月20日、ニッポン放送） - メインパーソナリティ
- 杜の都music SPACE（2025年5月19日 - 、YouTube） - MC[71]

### CM
- LIPPS『SMOOTH HAIR DANCE SERIES』（2021年11月） - ハロー!プロジェクトダンス部選抜として出演[72]

### 舞台・ミュージカル
- ステーシーズ 少女再殺歌劇（2012年6月6日 - 12日、全労済ホール/スペース・ゼロ） - 砂也子 役
- 大人の麦茶×ゲキハロ「ごがくゆう」（2013年6月12日 - 23日、紀伊國屋サザンシアター / シアターBRAVA!）[73] - クリア役
- 演劇女子部 ミュージカル「LILIUM-リリウム 少女純潔歌劇-」（2014年6月5日 - 15日、サンシャイン劇場 / 20日・21日、森ノ宮ピロティホール） - チェリー 役
- 演劇女子部 ミュージカル「TRIANGLE-トライアングル-」（2015年6月18日 - 28日、サンシャイン劇場） - α篇の主演／サクラ 役
- 演劇女子部「続・11人いる! 東の地平・西の永遠」（2016年6月11日・12日、京都劇場 / 16日 - 26日、サンシャイン劇場） - 主演/タダ 役（「イースト」公演）、フォース 役（「ウエスト」公演）[74]
- JKニンジャガールズ（2017年2月24日、全労済ホール/スペース・ゼロ） - 日替わりゲスト[75]
- 演劇女子部「ファラオの墓」（2017年6月2日 - 11日、サンシャイン劇場） - スネフェル 役（太陽の神殿編）、サライ 役（砂漠の月編）[76]
- 演劇女子部「ファラオの墓 〜蛇王・スネフェル〜」（2018年6月1日 - 10日、サンシャイン劇場 / 15日 - 17日、メルパルクホール大阪） - 主演/スネフェル 役[77]
- 演劇女子部「遙かなる時空の中で6 外伝 〜黄昏ノ仮面〜」（2019年6月6日、サンシャイン劇場） - 友情出演[78]
- 朗読劇「うち劇オンステージ」（2021年6月12日・13日、こくみん共済 coop ホール/スペース・ゼロ）[79]
- Reading Drama『BLINK』（2025年4月5日・6日、新国立劇場 小劇場）[80][81]
- ヘヴンアイズ（2025年9月12日 - 17日〈予定〉、すみだパークシアター倉）[82]
- タクフェス 第13弾『くちづけ』（2025年11月24日〈予定〉、新川文化ホール / 11月28日 - 12月7日〈予定〉、サンシャイン劇場 / 12月12日 - 14日〈予定〉、アマノ芸術創造センター名古屋 / 12月18日 - 21日〈予定〉、梅田芸術劇場 シアター・ドラマシティ / 12月27日〈予定〉、SAWARAPIA / 2026年1月8日〈予定〉、カナモトホール）[83]

### 劇場アニメ
- 映画 プリキュアオールスターズ 春のカーニバル♪（2015年3月14日、東映） - 石田の描いたイラストを基にした妖精キャラクターの声を担当[84]。

### コンサート
- M-line Special 2021 〜Make a Wish!〜（2021年3月6日・6月27日、仙台GIGS、各日昼夜2公演） - 3月6日はシークレットゲスト出演[85]、6月27日はゲスト出演[86]
- M-line Special 2023 ～Magical Wish～（2023年12月5日、なかのZERO 大ホール、1公演） - ゲスト出演[87]
- 石川県加賀市×OCHA NORMA 地域活性化コンサート ナルチカ 2025 OCHA NORMA in 加賀（2025年4月20日、加賀市文化会館） - スペシャルゲスト
- Hello! Project 研修生発表会 2025 ～春の公開実力診断テスト～（2025年5月11日、LINE CUBE SHIBUYA） - ゲスト審査員として出演

### ライブ・イベント
- Bee☆F.L.T.TOKYOライヴ（2010年3月14日、池袋サンシャインシティ噴水広場） - 藤田あかり・渡邉幸愛・野田怜奈とともにバックダンス（Bee☆F.L.T. with B♭4）。
- プロ野球「東北楽天ゴールデンイーグルスvsオリックス・バファローズ」セレモニアルピッチ（2024年8月30日、楽天モバイルパーク宮城）
- さわやか五郎42歳バースデーイベント2024 ～五郎は天下を取りにいく～（2024年9月8日、渋谷DAIA） - ゲスト
- ハロプロダンス学園シーズン12 公開収録イベント2024（2024年10月15日、江戸川区総合文化センター大ホール、1公演）[88]

### ミュージック・ビデオ
- Juice=Juice メジャー2ndシングル「イジワルしないで 抱きしめてよ」（2013年12月4日）[89] - 宮本佳林の代役としてダンスシーンに参加

## 書籍

### 写真集
- 石田亜佑美（2013年7月15日、ワニブックス、撮影：中山雅文） ISBN 978-4847045622 [15][90]
- shine more（2014年5月10日、ワニブックス、撮影：樂滿直城） ISBN 978-4847046469 [18][91]
- It's my turn（2016年6月27日、ワニブックス、撮影：熊谷貫） ISBN 978-4847048487 [19][92]
- 20th canvas（2018年4月27日、ワニブックス、撮影：西條彰仁） ISBN 978-4-8470-8119-4 [24]
- believe in oneself（2020年1月7日、ワニブックス、撮影：西村康） ISBN 978-4-8470-8257-3 [25]
- Are you Ready me（2023年1月7日、オデッセー出版 / ワニブックス、撮影：西村康） ISBN 978-4-8470-8466-9 [26]
- Profile.7（2024年10月21日、ワニブックス、撮影：西條彰仁） ISBN 978-4-8470-8574-1 [30]

### 新聞連載
- 「ハロプロ+愛（プラス ラブ）」石田亜佑美 責任編集 〜私のこと教えます!〜（2015年1月7日 -、東スポ芸能）[93]

## 所属グループ・ユニット
- ステップワン・ガールズ・ユニット
  - O.L.V（2009年 - 2010年）
  - B♭（ビィフラット)（2010年）
  - Dorothy Little Happyオフィシャル（公式）バックダンサーズ（2010年 - 2011年）
- モーニング娘。（2011年 - 2024年）
  - モーニング娘。天気組（2012年）[注 8]
  - モーニング娘。20th（2017年 - 2018年）[注 9]
- シャッフルユニット
  - ハロー!プロジェクト モベキマス（2011年、モーニング娘。加入後合流）
  - ハロプロ・オールスターズ（2018年 - 2020年）
- スペシャルユニット
  - ハロー!プロジェクトダンスチーム→L!PP (from Hello! Project Dance Team)（2021年 - 2024年）
- 企画ユニット
  - ハーベスト（2012年）
  - HI-FIN（2013年）
  - かみいしなか かな（2017年）